# محيي الدين الشريف

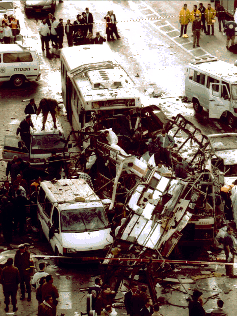
عملية الباص رقم 18 في شارع يافا (1996) التي قام بالتخطيط والتجهيز لها

محيي الدين ربحي سعيد الشريف (1966 - 29 مارس 1998)، فلسطيني من مواليد بيت حنينا شمال القدس، قائد في كتائب الشهيد عز الدين القسام الجناح العسكري لحركة حماس، يعتبر خليفةً ليحيى عياش في هندسة المتفجرات، ولهذا يلقب بالمهندس الثاني في كتائب القسام، وقائد مجموعات الاستشهاديين فيها.

## نشأته وتعليمه
درس هندسة الإلكترونيات في كلية العلوم والتكنولوجيا إحدى كليات جامعة القدس في أبو ديس.

## هدم بيته
هدمت قوات الاحتلال الإسرائيلية بيت عائلته في بيت حنينا، القدس، بعد رفض محكمة العدل العليا الإسرائيلية الالتماس الذي قدمته عائلته.

## في سجون الاحتلال الإسرائيلي
اعتقل لمدة سنتين في بداية الانتفاضة الأولى، ثم اعتقل لمدة عام ونصف عام 1991 بسبب إيوائه لمقاتلين من كتائب الشهيد عز الدين القسام. حاولت سلطات الاحتلال اعتقاله في تموز 1995 غير أنه نجح في الإفلات من قوات الاحتلال الإسرائيلي وأدرج منذ ذلك الحين على قائمة المطاردين فَلُقِّب بالمطلوب رقم (1).

## خليفة يحيى عياش
رافق المهندس يحيى عياش طويلا وعملا معاً في الضفة الغربية وقطاع غزة ومنه تلقى علومه في تركيب المتفجرات من مواد أولية واعتبرته سلطات الاحتلال خليفة عياش فلقب بالمهندس رقم (2)، واعتبرته مسؤولا مع حسن سلامة عن ثلاث هجمات للثأر له. ثم اعتقل لدى جهاز الأمن الوقائي التابع للسلطة الفلسطينية عام 1998.

## أحد المهندسين الأوائل في الكتائب
هناك العديد من المهندسين في كتائب القسام، لكن أبرز هؤلاء المهندسين، وقد لقّبوا بصفة المهندس والرقم، وكلهم شهداء، وهم بالترتيب:
1. يحيى عياش
2. محي الدين الشريف
3. أيمن حلاوة
4. مهند الطاهر
5. محمد عبد الرحيم الحنبلي

## سجنه واغتياله
نجا من محاولة لاغتياله في العام 1996 عندما فتح عملاء لسلطة الاحتلال وأفراد من المستعربين النار على سيارة كان يستقلها غير انه تمكن من النجاة ومغادرة موقع الهجوم.
اعتقلته السلطة الفلسطينية التابعة لحركة فتح آنذاك، وتعرض للتعذيب الشديد في سجن جهاز الأمن الوقائي -أحد أجهزة السلطة الفلسطينية لحركة فتح- برئاسة جبريل الرجوب، مما أدى لبتر ساقه وقطعها.
وفي 29 اذار 1998 بعد دوى انفجار في بلدية بيتونيا الصناعية في مدينة رام الله وعلى بعد مئات الأمتار من المقر الرئيسي لجبريل الرجوب قائد جهاز الأمن الوقائي في الضفة الغربية أعلن عن مقتله.
وتختلف رواية مقتله بين حركتي فتح وحماس، رواية سلطة فتح على لسان الطيب عبد الرحيم تقول: إنها وجدت جثة محيي الدين في السيارة التي انفجرت، واتهمت حماس بتفجيرها حتى وصل الأمر بنبيل أبو ردينة مستشار رئيس السلطة ياسر عرفات إلى اتهام ستين شخصاً في حماس من بينهم عبد العزيز الرنتيسي.
أما رواية حركة حماس بعد تحقيقاتها على لسانها: (أن الأخ محيي الدين الشريف وقع قبل مقتله بمدة وجيزة أسيرا في قبضة جهاز الأمن الوقائي التابع للسلطة الفلسطينية الذي يرأسه جبريل الرجوب، وانه تعرض لتعذيب شديد -كعادة الأجهزة الأمنية التابعة للسلطة- لم يستطع تحمل وطأته فلفظ أنفاسه الأخيرة بين يدي جلاديه من بني جلدته هذه المرة، مما اضطر جهاز الأمن الوقائي إلى فبركة عملية انفجار السيارة بعد أن وضعت جثته -رحمه الله- داخلها وهي عارية تماماً، لتتحول في غضون ذلك إلى كتلة من اللهب وبعد ذلك عاد رجال الأمن الوقائي إلى مقرهم وكأن شيئاً لم يكن.
وقد توصلت حركة حماس إلى أنه لا توجد أدنى علاقة لأي من الأجهزة الأمنية الإسرائيلية بهذه العملية، وأنها محض تصفية (فلسطينية)، ولذلك اتخذت قيادة الحركة قراراً صارماً بعدم نشر نتائج التحقيق في أوساط قواعد الحركة وكتائب الشهيد عز الدين القسام بالأخص أو الرأي العام، ويرجع السبب في ذلك إلى تخوف قيادة الحركة من ردود فعل قد تتخذها قواعد الجناح العسكري للحركة وتستهدف فيها أياً من رموز السلطة الفلسطينية، وبالأخص مسؤولي الأجهزة الأمنية وعلى رأسهم جبريل الرجوب، الأمر الذي تعتبره قيادة حماس خطاً أحمر ينبغي عدم تجاوزه لتجنب الدخول في حروب جانبية على حساب السياسة العامة للحركة وهي مواجهة العدو الصهيوني، ومن ثم فالحركة لم ترد إعطاء المسوغات لأبنائها للقيام بمثل هذه الأعمال ومما يفسر هذا الأمر الانتقادات الشديدة التي وجهتها قيادة الحركة في تلك الفترة إلى المدعو جبريل الرجوب، بل وطالبت ياسر عرفات بإقصائه عن موقعه في مرات مختلفة.

### الجنازة
عشرات الآلاف شيعت جثمانه في مسجد العين برام الله، ودفن في مقبرة الشهداء في البيرة، بعد أن رفضت سلطات الاحتلال الصهيونية دفنه في مسقط رأسه في بيت حنينا.